# Монченизио
Монченѝзио (на италиански: Moncenisio; на пиемонтски: Mons'nis, Монсънис, на окситански: Moueini, Моуейни) е село и община в Метрополен град Торино, регион Пиемонт, Северна Италия. Разположено е на 1460 m надморска височина. Към 1 януари 2020 г. населението на общината е 33 души, без чужди граждани.